# Stanislava Juonienė
Stanislava Zuzana Juonienė (ur. 21 lutego 1938 w Kownie) – litewska historyk i działaczka polityczna. 
Po ukończeniu Wydziału Historii Wileńskiego Uniwersytetu Państwowego pracowała tam jako wykładowczyni (1960–1962). W latach 1965–1967 zatrudniona w Centralnym Archiwum Państwowym Litewskiej SRR, później pracowała w Instytucie Historii Partii przy KC KPL (1967–1971) oraz Instytucie Inżynieryjno-Budowlanym w Wilnie (1971–1981), gdzie stała na czele Katedry Naukowego Komunizmu (od 1975). 
W 1967 obroniła dysertację kandydacką w dziedzinie nauk historycznych. W latach 1981–1989 zatrudniona w Wileńskim Instytucie Pedagogicznym. 
W 1988 znalazła się wśród organizatorów ruchu Jedinstwo, opowiadającego się za pozostaniem Litwy w składzie ZSRR. W grudniu 1989 weszła w skład KPL "na platformie KPZR" – była członkiem jej KC i Politbiura. 
W latach 1990–1991 stała na czele redakcji drukowanego na Białorusi czasopisma "Tarybų Lietuva" (Litwa Radziecka). Po załamaniu się puczu Janajewa wyjechała z Litwy i osiedliła się na Białorusi. Obecnie mieszka w Mińsku. 